# Massimo Columbu
Massimo Columbu, detto Veleno II (Gubbio, 12 giugno 1974), è un fantino italiano.

## Carriera
La carriera di Massimo Columbu nel circuito paliesco inizia a metà degli anni novanta, quando vince il Palio dei Rioni di Castiglion Fiorentino per il Terziere di Porta Romana. Questa vittoria però non ha seguito per parecchio tempo: il fantino di Ollolai (provincia di Nuoro) alterna buone prestazioni a corse anonime, non riuscendo più a vincere nulla fino al 2004, quando conquista il Palio della Costa Etrusca per il comune di Suvereto.
Nonostante non sia conosciuto come un fantino su cui puntare per vincere, Columbu è comunque riuscito a ritagliarsi uno spazio nel circuito paliesco, agendo come assassino, ossia ricorrendo ad ogni mezzo lecito e illecito per fermare il rivale diretto di turno. Famose, in proposito, sono le azioni di disturbo operate nel 2006: ingaggiato dalla Contrada Cappiano per il Palio di Fucecchio, Columbu trovò come avversaria in batteria la contrada rivale Ferruzza, che godeva dei favori del pronostico potendo contare sull'accoppiata Tittìa-Don Celeste; l'azione di disturbo di Columbu iniziò fin da prima della partenza e si concluse a metà rettilineo con la caduta di entrambi i fantini, senza conseguenze per i cavalli. Dopo questo episodio, Columbu trovò una monta per il Palio di Siena dell'agosto 2006. A chiamarlo fu la Contrada dell'Aquila (con  Dejaneirah) reduce dall'incredibile beffa subita a luglio da parte della rivale Pantera quando, dopo aver dominato la corsa con l'accoppiata Lo Zedde-Ellery, si vide superare proprio sulla linea d'arrivo dall'accoppiata panterina Brio-Choci.
Alla mossa, Columbu cerca di eseguire gli ordini sia della contrada sia di Trecciolino, per aprirgli la strada e contemporaneamente disturbare la Pantera. Per fare ciò si scambia continuamente di posizione con Trecciolino e questo gli costa una squalifica di dieci palii. Tuttavia, il gioco riesce solo a metà: l'azione di disturbo di Columbu compromette sì la partenza della Pantera (che comunque arriverà seconda), ma dà luogo a un assembramento in cui quasi tutti i concorrenti partono al rallentatore. Ne approfitta Salasso, fantino selvaiolo partito di rincorsa, che balza in testa e vince, vanamente inseguito da Trecciolino per tutta la corsa.
Nel 2007, la carriera paliesca di Columbu ha fatto segnare solo la partecipazione al Palio di Asti, in cui ha rimediato una caduta al primo giro della batteria eliminatoria.
Nel 2008 Columbu viene chiamato a Bientina per difendere i colori giallo-neri della Viarella: per lui finale conquistata, ma in quest'ultima rovinosa caduta alla prima curva.
Dal 17 agosto 2011 la pesante squalifica a carico di Veleno è ufficialmente terminata.
Il 20 luglio del 2014 al Palio di Bientina, Massimo Columbu ha aggiunto un'ennesima "perla" alla sua già onorata carriera di assassino. Ingaggiato dalla contrada di Santa Colomba, Columbu ha di fatto impedito al rivale di Quattro Strade Andrea Chessa la partenza, costringendolo allo steccato e stringendo le briglie della cavalcatura di Chessa per la durata di quasi un giro intero del circuito di Piazza Vittorio Emanuele II. Al termine della batteria (conclusa da Columbu in ultima posizione), numerosi sostenitori biancoverdi di Quattro Strade si sono prodotti in una "caccia all'uomo", cercando inutilmente di raggiungere il fantino sardo che era nel frattempo fuggito dalla piazza per un'uscita secondaria, dove lo attendeva un'autovettura già in moto e pronta a dileguarsi.
Il soprannome Veleno II gli è stato assegnato per distinguerlo dal fantino Marino Lupi detto Veleno, fantino viterbese in attività negli anni cinquanta, che vanta una vittoria su tre partecipazioni al Palio di Siena.
Nella carriera corsa al Palio di Siena, il 2 luglio 2015, monta per la contrada di Valdimontone e disarciona il fantino della contrada rivale del Nicchio che, grazie al cavallo toccatole in sorte, godeva dei favori del pronostico. Tale episodio spinge la giustizia paliesca a sospenderlo per i dieci Palii successivi. Tornerà a correre il 17 agosto 2022 per la Civetta.

## Presenze al Palio di Siena
Le vittorie sono evidenziate ed indicate in neretto.
| Palio          | Contrada     | Cavallo     | Note   |
| -------------- | ------------ | ----------- | ------ |
| 16 agosto 1996 | Nicchio      | Nordico     |        |
| 2 luglio 1999  | Nicchio      | Venus VIII  |        |
| 16 agosto 2000 | Selva        | Velenosa    | scosso |
| 2 luglio 2003  | Chiocciola   | Baresi      | scosso |
| 16 agosto 2006 | Aquila       | Dejanirah   |        |
| 2 luglio 2015  | Valdimontone | Porto Alabe |        |
| 17 agosto 2022 | Civetta      | Ungaros     | scosso |

## Presenze al Palio di Fucecchio
| Palio            | Contrada    | Cavallo              | Piazzamento           |                                                          |
| ---------------- | ----------- | -------------------- | --------------------- | -------------------------------------------------------- |
| 2001             | Torre       | Libera di Volare     | Eliminato in batteria | Palio non assegnato                                      |
| 2002             | Torre       | Versatile (L'ignoto) | 5°                    |                                                          |
| 4 settembre 2005 | San Pierino | Didimo               | 7º                    | Palio straordinario                                      |
| 2006             | Cappiano    | Garin (scosso)       | Eliminato in batteria | Ostacola Giovanni Atzeni della contrada rivale Ferruzza. |
| 2017             | Botteghe    | Suelzu De Mores      | Eliminato in batteria |                                                          |

## Presenze al Palio di Asti
| Palio            | Rione, Borgo, Comune  | Cavallo               | Piazzamento                                                    |
| ---------------- | --------------------- | --------------------- | -------------------------------------------------------------- |
| 1996             | Rione San Secondo     | Native Warrior        | 8°                                                             |
| 1998             | Borgo Don Bosco       | Mazada (scossa)       | 7°                                                             |
| 1999             | Borgo Don Bosco       | Champion One          | Eliminato in batteria                                          |
| 2000 (Ordinario) | Borgo Don Bosco       | Millennium            | 5°                                                             |
| 2001             | Borgo Don Bosco       | Mistero               | Eliminato in batteria                                          |
| 2002             | Borgo Don Bosco       | River Power (Bandito) | Eliminato in batteria                                          |
| 2004             | Comune di Moncalvo    | Nabucco               | Eliminato in batteria                                          |
| 2005             | Comune di Montechiaro | Locangelo             | Eliminato in batteria                                          |
| 2006             | Comune di Montechiaro | Asolo                 | Escluso dalla finale per affaticamento del cavallo in batteria |
| 2007             | Comune di Montechiaro | Asolo (scosso)        | Eliminato in batteria                                          |
| 2014             | Comune di Canelli     |                       | Eliminato in batteria                                          |
| 2015             | Comune di Canelli     | Asti Santero          | 7°                                                             |
| 2016             | Comune di Canelli     | 958                   | Eliminato in batteria                                          |
| 2017             | Comune di Canelli     | Remorex               | 6°                                                             |
| 2018             | Comune di Canelli     | Remorex               | Eliminato in batteria                                          |

## Vittorie
- Palio della Costa Etrusca: 1 vittoria (2004, per il Comune di Suvereto)
- Palio dei Rioni di Castiglion Fiorentino: 1 vittoria (1996, per il Rione di Porta Romana)
- Palio di Bomarzo (2003)